# Пурпурногушо карибско колибри
Пурпурногушото карибско колибри (Eulampis jugularis) е вид птица от семейство Колиброви (Trochilidae).

## Разпространение и местообитание
Разпространен е в Ангуила, Антигуа и Барбуда, Барбадос, Бонер, Синт Еустациус, Саба, Гваделупа, Доминика, Мартиника, Монсерат, Сейнт Винсент и Гренадини, Сейнт Китс и Невис и Сейнт Лусия.